# Christian Strecker
Christian Strecker (* 1960 in Landshut) ist Pfarrer der Evangelisch-Lutherischen Kirche in Bayern und seit 2010 Professor am Lehrstuhl für Neues Testament der Augustana-Hochschule Neuendettelsau.
Strecker war von 1992 bis 2004 Assistent für Neues Testament bei Wolfgang Stegemann ebenfalls an der Augustana-Hochschule, dessen Nachfolge er 2010 antrat. Von 2004 bis 2010 hatte er Vertretungsprofessuren inne (2005–2006 und 2008/9: Ruprecht-Karls-Universität Heidelberg, 2006/7: Ludwig-Maximilians-Universität München, 2007: Johannes Gutenberg-Universität Mainz, 2004 und 2009: Augustana-Hochschule Neuendettelsau).
Strecker favorisiert eine Auslegung des Neuen Testaments, die auch kulturwissenschaftliche und philosophische Perspektiven einnimmt. Bei seinen Untersuchungen zur paulinische Theologie greift er auf die Ergebnisse der jüngeren Ritualforschung zurück (insbesondere Victor Turner). Die neutestamentlichen Exorzismen werden auf der Grundlage der Ergebnisse der Kulturanthropologin Felicitas Goodman neu beleuchtet.

## Veröffentlichungen (Auswahl)
- Die liminale Theologie des Paulus. Zugänge zur paulinischen Theologie aus kulturanthropologischer Perspektive (= Forschungen zur Religion und Literatur des Alten und Neuen Testaments. H. 185). Vandenhoeck und Ruprecht, Göttingen 1999, ISBN 3-525-53869-3 (Zugleich: Neuendettelsau, Augustana-Hochschule, Dissertation, 1996: Transformation, Liminalität und communitas bei Paulus.).
- Performative Welten. Theoretische und analytische Erwägungen zur Bedeutung von Performanzen am Beispiel der Jesusforschung und der Exorzismen Jesu. s. n., s. l. 2002, (Neuendettelsau, Augustana-Hochschule, Habilitations-Schrift, 2002).
- als Herausgeber: Kultur, Politik, Religion, Sprache – Text. Wolfgang Stegemann zum 60. Geburtstag (= Kontexte der Schrift. Bd. 2). Kohlhammer, Stuttgart 2005, ISBN 3-17-018883-6.
- New-Testament Research: Theological or Atheological? Some Observations About Heikki Räisänen's Two-Stage-Program. In: Todd Penner, Caroline Vander Stichele (Hrsg.): Moving beyond New Testament Theology. Essays in Conversation with Heikki Räisänen (= Suomen Eksegeettisen Seuran julkaisuja. 88). Finnish Exegetical Society u. a., Helsinki u. a. 2005, ISBN 951-9217-43-6, S. 243–263.
- Hic non est. Ein kultur- und medientheoretischer Blick auf das Christentum und den Jesusdiskurs. In: Andreas Nehring, Joachim Valentin (Hrsg.): Religious Turns – Turning Religions. Veränderte kulturelle Diskurse, neue religiöse Wissensformen (= ReligionsKulturen. Bd. 1). Kohlhammer, Stuttgart 2008, ISBN 978-3-17-019963-7, S. 150–178.